# Struer Statsgymnasium
Struer Statsgymnasium har ca. 850 elever fordelt over skolens 6 forskellige uddannelser.
Struer Statsgymnasium er en CAMPUS - skole. Skolen tilbyder STX, hvor der er 5 spor. Desuden tilbyder skolen Handelsskolernes grundforløb, HG/EUD, HTX, HHX, IB, HF, EUX og 10. klasse.
Der er mange fælles aktiviteter ud over undervisningen: musik, kor, big band, samspilsgrupper, musical, fælles sammenkomster med musikalsk underholdning, happenings, morgensamlinger, fredagscafé, lektiecafé, Operation Dagsværk, frivillig idræt med bl.a. basketball, hockey, volleyball og fodbold.
Struer Statsgymnasium har partnerskoler i ind- og udland.
Struer Statsgymnasium har tilknyttet en kostafdeling med plads til ca. 120 elever.
Rektor er Mads Brinkmann Pedersen.

## Studenter fra Struer Statsgymnasium
- Jens Jørgen Thorsen 1949, maler og multikunstner.
- Henning Dyremose 1963, minister og forretningsmand.
- Henrik Skov Kristensen 1974, historiker, museumsinspektør.
- Elof Westergaard 1981, biskop over Ribe Stift.
- Gert Tinggaard Svendsen 1982, professor i offentlig politik.
- Louise Gade 1991, borgmester i Aarhus 2002-05[1].
- Claus Ruhe Madsen 1992, politiker i Tyskland.